# Vicia caroliniana
Vicia caroliniana är en ärtväxtart som beskrevs av Thomas Walter. Vicia caroliniana ingår i släktet vickrar, och familjen ärtväxter. Inga underarter finns listade i Catalogue of Life.